# Шахта Мон Сени
Шахта «Мон Сени» (нем. Zeche Mont Cenis) — бывшая угольная шахта в районе Зодинген города Херне, основанная двумя французскими горными инженерами в 1872 году (добыча угля началась в 1875 году); сегодня на этом месте размещается Академия солнечной энергетики Мон Сени (нем. Solarkraftwerk Akademie Mont Cenis), относящаяся к Академии дополнительного образования земли Северный Рейн-Вестфалия.

## История и описание

### Шахта
В 1872 году горный инженер из Марселя Жозеф Пьер Монин и рантье Франц Август Вивье из Лиона основали шахту «Мон Сени»: формальное начало компании было положено 27 июля. Добыча угля началась в 1875 году, а в 1893 году состоялось строительство отдельной секции для сепарации и промывки угля. В 1897 году добыча в районе была расширена; расширение продолжилось и в начале XX века — в 1922 году на шахте работало 5990 человек. 20 июня 1921 года серьёзная авария унесла жизни 85 человек; аварии произошли также в 1931 (19 погибших) и 1935 (7 погибших) годах.
В 1936 году компания «Harpener Bergbau AG» приобрела шахту, объединив её с шахтой Фридриха Великого. В конце Второй мировой войны, в 1945 году, добыча угля была прекращена в связи с военными действиями. Постепенно добыча восстановилась и даже расширилась к 1948 году, достигнув пика в 708 000 тонн в 1950 году. Коксохимический завод при шахте был закрыт в 1961 году, а четыре года спустя пожар привёл к гибели девяти человек. Обе угольные шахты, «Фридрих Великий» и «Мон Сени», были окончательно закрыты 31 марта 1978 года — их рабочие были переведены на другие предприятия компании «Ruhrkohle AG». Большинство заводских зданий были снесены к 1980 году.

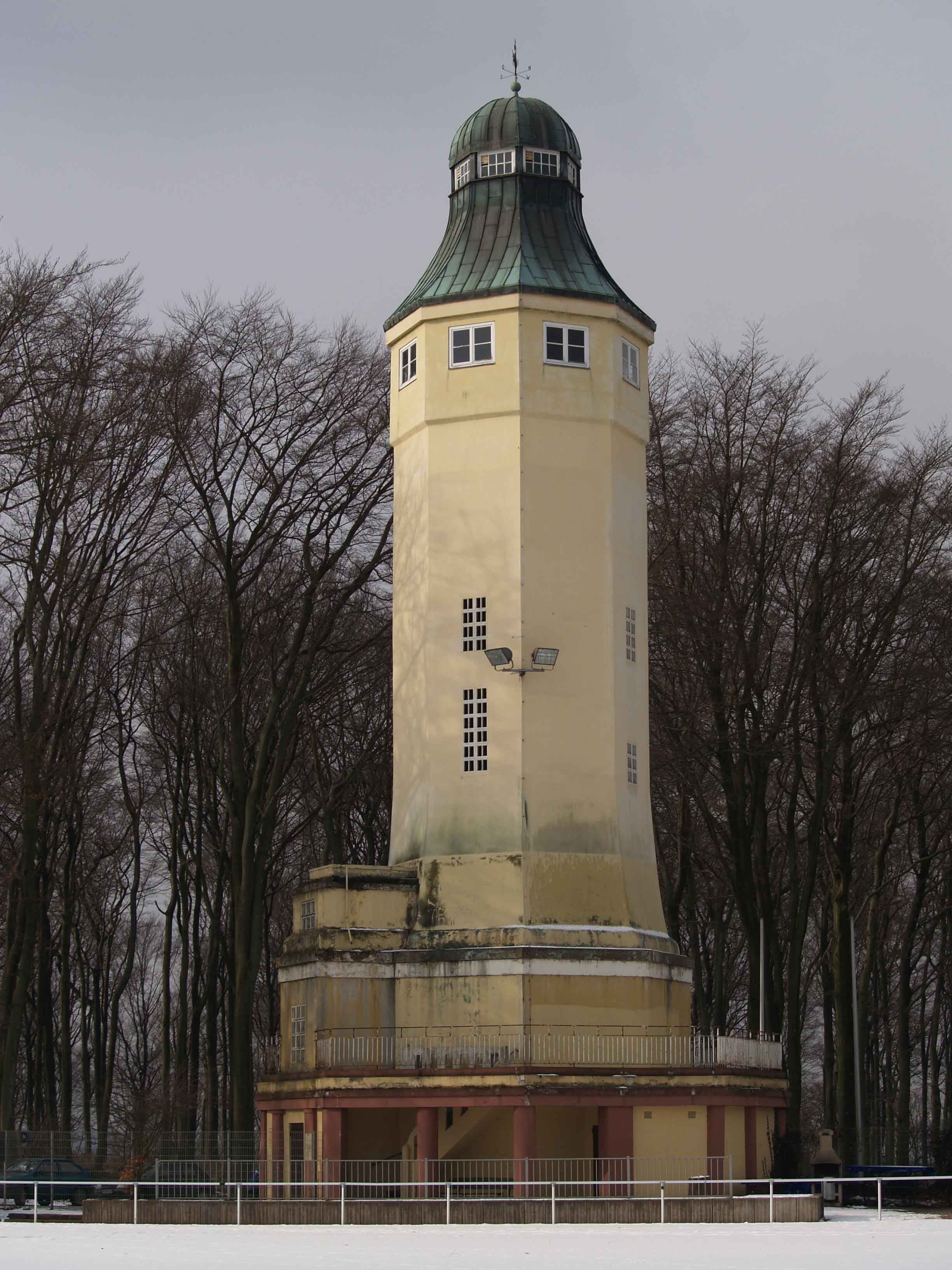
Бывшая водонапорная башня Вильгельма

### Водонапорная башня
Башня Кайзера Вильгельма была построена в 1912—1913 годах на горе Баймберг, недалеко от шахты «Мон Сени»: проект башни, одновременно являвшейся водонапорной и смотровой, был разработан архитектором Альфредом Фишером. Башня — высотой в 31,5 метр с двумя резервуарами для воды емкостью в 350 и 80 м³ — была торжественно открыта в июле 1913 года. К 1930-м годам она потеряла своё инженерное значение — но оставалась смотровой площадкой. С января 2016 года башня Вильгельма является частью регионального «Маршрута промышленного наследия».

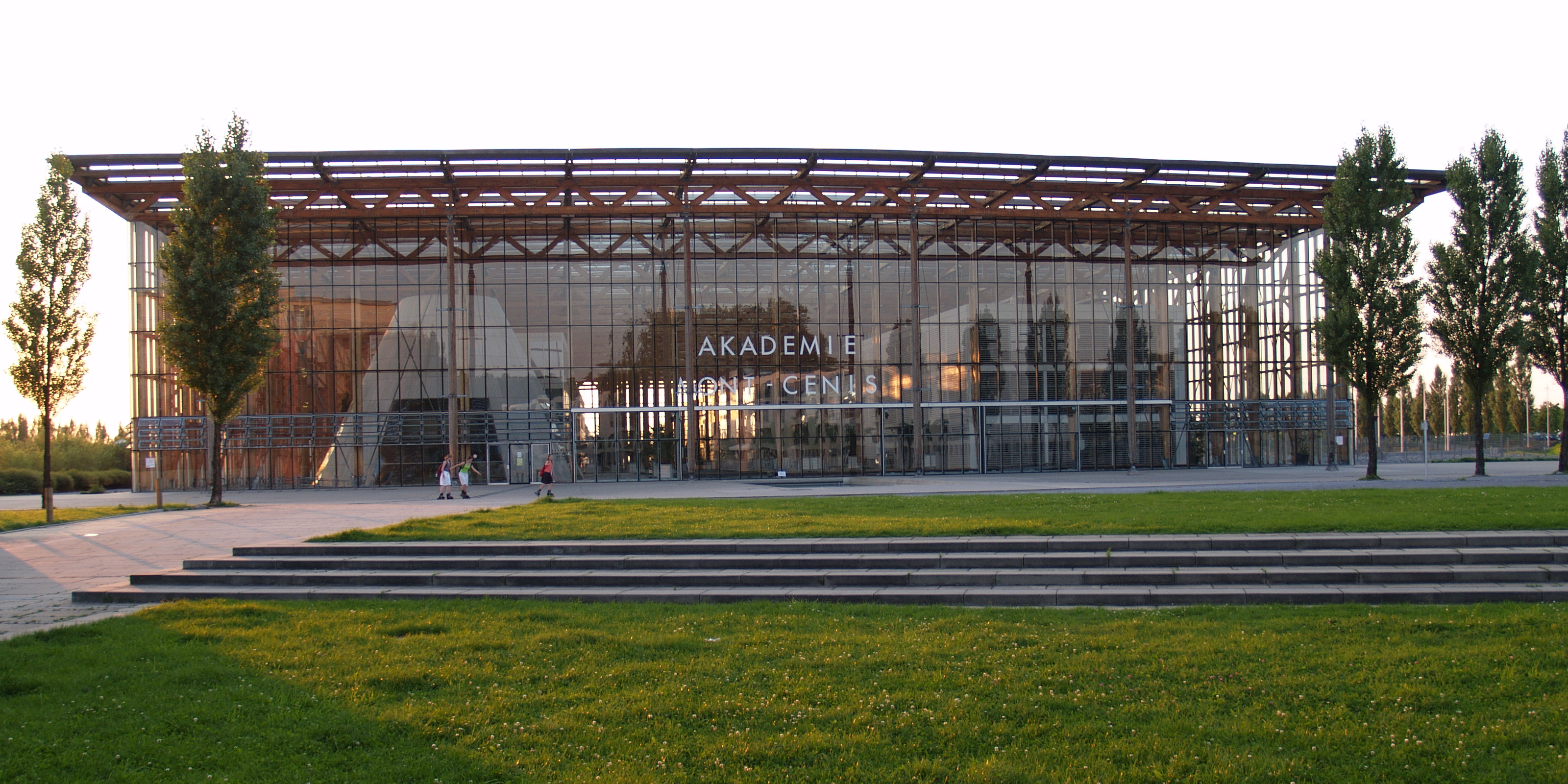
Академия солнечной энергетики Мон Сени

### Академия
После вывода из эксплуатации угольных шахт региона, в конце 1980-х годов, правительство федеральной земли Северный Рейн-Вестфалия решило построить на их месте «энергетический парк»; город Херне принял участие в конкурсе на размещение данного объекта. План парка был создан архитектурной фирмой «HHS Planer + Architekten AG» и французской компанией «Jourda & Perraudin» — их проект позволил городу выиграть конкурс.
Энергетический парк производит электричество и тепло для себя и соседних зданий, используя метан и солнечную энергию — излишки энергии поступают в локальную сеть. Основное здание окружено стеклянной «климатической оболочкой», которая создает внутри себя средиземноморский климат, подобный климату в Ницце, что в среднем на 5 °C выше, чем температура наружного воздуха. Внутри расположены как помещения Академии солнечной энергетики Мон Сени (нем. Solarkraftwerk Akademie Mont Cenis), относящаяся к Академии дополнительного образования земли Северный Рейн-Вестфалия, так и библиотека, кафе и гостиница.